# Leona Detiège
Pour les articles homonymes, voir Léona.
 (août 2012).
Si vous disposez d'ouvrages ou d'articles de référence ou si vous connaissez des sites web de qualité traitant du thème abordé ici, merci de compléter l'article en donnant les références utiles à sa vérifiabilité et en les liant à la section « Notes et références ».
Leona Maria Detiège, née le 26 novembre 1942 à Anvers, est une femme politique belge néerlandophone, membre du sp.a.
Elle occupe, de 1988 à 1992, le poste de secrétaire d'État aux Pensions, au sein des gouvernements Martens VIII et IX.
Elle remplace d'octobre 2012 à mai 2014 Marleen Temmerman comme sénatrice belge.

## Carrière politique
- députée élue d'Anvers (17-04-1977 - 24-11-1991)
  - membre du Cultuurraad (12-05-1977 - 21-10-1980)
- sénatrice élue directe d'Anvers (24-11-1991 - 12-04-1995) 
  - membre du Vlaamse Raad (21-10-1980 - 20-05-1995)
- Ministre communautaire du Travail et de la Santé publique (21-01-1992 - 29-01-1992) (Exécutif Van den Brande I)
- Ministre communautaire du Travail et des Affaires sociales (30-01-1992 - 19-10-1992) (Exécutif Van den Brande II)
- Secrétaire d'État aux Pensions (9-05-1988 - 7-03-1992)
- Ministre flamande du Travail et des Affaires sociales (20-10-1992 - 31-12-1994)
- sénatrice élue directe  (18-10-2012 - 24-05-2014)